# Kish (stad)
Denna artikel handlar om staden Kish på ön med samma namn. För andra betydelser, se Kish (olika betydelser).
Kish (persiska كيش) är en stad i södra Iran. Den är huvudorten på ön Kish, som tillhör provinsen Hormozgan och är belägen utanför kusten i Persiska viken. Folkmängden uppgår till cirka 40 000 invånare.